# Ярош, Александр Андрианович
Александр Андрианович Ярош (12 декабря 1919 года, Колесники — 31 января 2002 года, Киев) — врач-невропатолог, доктор медицинских наук, профессор заслуженный работник высшей школы Украины, автор более 400 научных работ. Подготовил более 30 докторов и кандидатов медицинских наук. Участник Великой Отечественной войны.

## Биография
Родился 12 декабря 1919 в селе Колесники в крестьянской семье.
В сентябре 1940 года поступил во Львовский политехнический институт, но через месяц был призван в ряды Красной Армии.
Участник боевых действий во время войны с Германией. Защищая Одессу, был тяжело контужен, попал в плен. С помощью подполья, бежал из лагеря и вернулся в Ровенскую область, где вступил в ряды подпольной организации партизанского отряда под командованием полковника Д. Н. Медведева.
После войны продолжил обучение в Национальном университете «Львовская политехника», однако решив посвятить себя медицине, оставил политехнический институт и поступил во Львовский медицинский институт, который успешно заканчил в 1949 году.
Александр Андрианович Ярош — ученик и последователь основателя Киевской научной школы неврологии — академика Б. Н. Маньковского. В 1958—1969 годах он возглавлял кафедру неврологии Тернопольского государственного медицинского института, основателем которой являлся. Заведовал кафедрой нервных болезней Национального медицинского университета имени акад. А. А. Богомольца (1969—1992). В 1992—2000 годы — профессор той же кафедры.
Область научных интересов: рассеянный склероз, заболеванием периферической нервной системы, сосудистой патологии головного мозга. Под руководством А. А. Ярош было подготовлено около 30 докторов и кандидатов медицинских наук.
Скончался 31 января 2002 года, похоронен на Лесном кладбище в г. Киеве.

## Награды
- Орден Красной Звезды.
- Орден Отечественной войны II степени.
- Медаль «Партизану Отечественной войны» I степени.
- Медаль «За победу над Германией в Великой Отечественной войне 1941—1945 годов».
- Медаль «За трудовую доблесть».

## Семья
А. А. Ярош воспитал двух сыновей, оба медики-неврологи: Ярош Александр Александрович — доктор медицинских наук, профессор, Ярош Олег Александрович — доктор медицинских наук, старший научный сотрудник Института инфекционных болезней.

## Труды
А. А. Ярош является автором около 400 научных работ. Основные из них:
- Нарушения кровообращения в вертебральнобазилярной системе. — М., 1979 (в соавт.).
- Нарушения мозгового и периферического кровообращения в больных атеросклерозом и гипертонической болезнью. — М., 1981 (в соавт.).
- Алкогольная полиневропатиями. — М., 1986 (в соавт.).
- Нервные болезни: Учебник. — М., 1985 (в соавт.).